# 25127 Laurentbrunetto
25127 Laurentbrunetto este un asteroid din centura principală de asteroizi.

## Descriere
25127 Laurentbrunetto este un asteroid din centura principală de asteroizi. A fost descoperit pe 16 septembrie 1998 la Caussols în cadrul programului ODAS. Asteroidul prezintă o orbită caracterizată de o semiaxă mare de 2,86 ua, o excentricitate de 0,04 și o înclinație de 1,9° în raport cu ecliptica.